# Ficção científica hard
Ficção científica hard ou FC hard, é um sub-gênero da ficção científica caracterizado por seu interesse no detalhe ou na precisão científica.
Algumas séries se destacam por sua pegada de hard sci-fi, como O Problema dos 3 Corpos (disponível Netflix), Matéria Escura (Apple TV+), O Homem do Castelo Alto (Prime Video), Devs (Star+), entre outras.
Todavia, há muita discordância entre leitores e escritores sobre o que exatamente constitui este interesse no detalhe científico. Muitas histórias de FC 'hard' se concentram no desenvolvimento tecnológico e biológico, mas muitas outros deixam a tecnologia em segundo plano. Outros argumentam que se a tecnologia é colocada em segundo plano, isto seria um exemplo de ficção científica 'soft'.
Outra distinção no gênero gira em torno da representação da condição humana. Alguns autores buscam especular precisão técnica numa sociedade avançada quase utópica, na qual a humanidade logrou vencer a maioria dos males humanos; enquanto outros buscam representar o impacto da tecnologia na raça humana, com os defeitos humanos ainda firmes em seus lugares e por vezes, até ampliados.
Alguns autores evitam escrupulosamente implausibilidades tais como viagens-mais-rápidas-que-a-luz, enquanto outros aceitam tais artifícios de enredo mas se concentram em descrever realisticamente os mundos que tal tecnologia poderia tornar acessível; ao escritor de FC 'hard' permite-se antecipar o automóvel desde que ele também preveja o engarrafamento de trânsito.
Na ficção científica 'hard', os personagens principais são geralmente cientistas práticos, engenheiros, militares ou astronautas. O desenvolvimento dos personagens é freqüentemente colocado em segundo plano, relativamente a exploração de fenômenos astronômicos ou físicos, mas alguns autores antecipam a condição humana ou a ideia de que os indivíduos terão valores e modos de vida diferentes nas sociedades futuras, onde as circunstâncias tecnológicas e econômicas mudaram. Mesmo em tais casos, todavia, um tropo comum da FC 'hard' associa a solução da trama a um aspecto tecnológico.
Os escritores de ficção científica 'hard' geralmente tentam fazer suas histórias consistentes com a ciência conhecida na época da publicação (o que também significa que para públicos posteriores seu conhecimento será obviamente incompleto; algumas obras antigas retratam astronautas andando em Vênus usando roupas comuns). Mesmo ao escrever FC 'hard' passada em universos alternativos onde se aplicam diferentes leis físicas, os autores ainda tentam criar um conjunto internamente consistente de leis físicas.
Veja o artigo sobre Hal Clement para uma descrição de como um autor de ficção científica 'hard' encara o seu mister.

## Autores famosos de FC 'hard'
Autores conhecidos dos quais se diz serem praticantes da FC 'hard', incluem:
- Alastair Reynolds
- Allen Steele
- Arthur C. Clarke
- Ben Bova
- C. J. Cherryh
- Carl Sagan
- Catherine Asaro
- Charlie Stross
- David Brin
- David Weber
- Fred Hoyle
- Geoffrey A. Landis
- Greg Bear
- Greg Egan
- Gregory Benford
- Hal Clement
- Harry Harrison
- H. G. Wells
- Iain M. Banks
- Boris e Arkady Strugatsky (russos)
- Isaac Asimov
- James P. Hogan
- James White
- Jerry Pournelle
- Joan Slonczewski
- Joe Haldeman
- John Barnes
- John Cramer
- John Varley
- Júlio Verne (francês)
- Kim Stanley Robinson
- Larry Niven
- Liu Cixin
- Marvin Minsky
- Michael Crichton
- Michael Flynn
- Nancy Kress
- Orson Scott Card
- Peter F. Hamilton
- Paul Preuss
- Poul Anderson
- Robert A. Heinlein
- Robert Charles Wilson
- Robert Forward
- Robin Cook
- Stanislaw Lem (polaco)
- Stephen Baxter
- Tom Godwin - "pai" da FC 'hard'
- Vernor Vinge
- Wil McCarthy
- Yoshiyuki Tomino

## Miscelânea
Um exemplo de um projecto de FC 'hard' baseado na Internet (onde muitas pessoas contribuem com partes diferentes do que se tornará uma história coerente), é Orion's Arm.
A Mind Forever Voyaging é uma aventura de texto escrita por Steve Meretzky enquanto trabalhava para a empresa de software Infocom em 1986. O jogador assumia o papel de um sofisticado computador dotado de inteligência artificial incumbido de investigar os efeitos de reformas legais e constitucionais propostas numa sociedade norte-americana do futuro. O jogo foi claramente destinado a ser uma crítica aos rumos políticos e sociais na sociedade norte-americana durante a administração Ronald Reagan.
Uma organização de fãs que cresceu à volta da ficção científica 'hard' é a General Technics, povoada por cientistas, técnicos e outros com um interesse específico nesta área. O nome 'General Technics' foi retirado de uma organização que criou um computador global no romance Stand on Zanzibar de John Brunner. Embora esteja concentrada no Meio-Oeste norte-americano, a General Technics possui membros do mundo todo.